# Gęstość bombardowania
Gęstość bombardowania - stosunek łącznej wagi bomb (w tonach), niezbędnych do rażenia lub rzeczywiście trafionych w cel, do powierzchni danego celu wyrażonej w kilometrach kwadratowych.